# ستيفان لوفن
كيل ستيفان لوفن (بالسويدية: Kjell Stefan Löfvén) وهو سياسي سويدي من حزب العمال الديمقراطي الاجتماعي السويدي ولد في يوم 21 يوليو 1957 في مدينة ستوكهولم عاصمة السويد وقد أصبح رئيس وزراء السويد في 3 أكتوبر 2014 بعد أن أصبح رئيس حزب العمال في 27 يناير 2012.

## رئاسة الوزراء

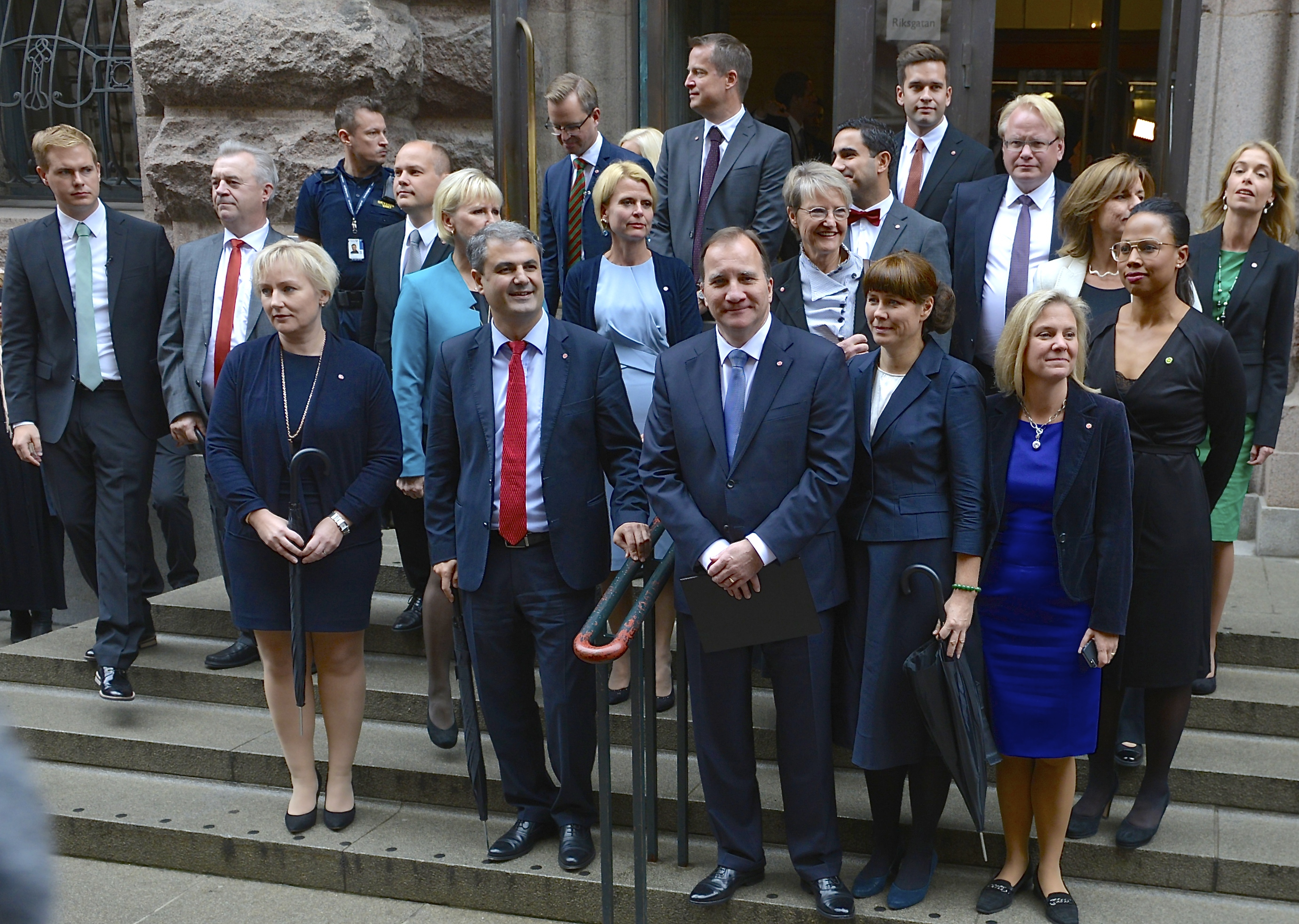
.

قاد لوفن حزبه من خلال الانتخابات العامة في سبتمبر 2014، مما أدى إلى برلمان معلق. وكانت
نتيجة الانتخابات هي 31.1٪ مقابل 30.7٪ التي أجريت في عام 2010. ولكن النتيجة كانت ثاني
أسوأ نتيجة للحزب في الانتخابات العامة لركسداغ (البرلمان السويدي) منذ بدء الاقتراع العام في
عام 1921.
وقد صرح لوفن أنه سيشكل حكومة ائتلاف أقلية تتكون من حزبه الخاص والحزب الأخضر. وفي
الثاني من شهر أكتوبر لعام 2014، وافق الركسداغ على تعيين لوفن كرئيس للوزراء. تولى لوفن
منصبه جنباً إلى جنب مجلسه الوزاري في الثالث من أكتوبر عام 2014. ثم صوت الديمقراطيون
و الحزب الأخضر لصالح لوفن ليصبح رئيس الوزراء بينما امتنع حزب اليسار عن التصويت. كما
امتنعت أحزاب المعارضة عن التصويت، وصوت حزب اليمين السويدي الديموقراطي ضده.
كما أعرب لوفين عن رغبته للتوصل إلى اتفاق بين الحكومة وأحزاب التحالف المعارض، وحدد
ثلاثة مجالات سيبدأ فيها التعاون المعزز. و تلك المجالات هي: نظام المعاشات التقاعدية، وتطوير
الطاقة في المستقبل، وسياسة الأمن والدفاع.

## السياسة المحلية
قدمت الحكومة و حكومة الأقلية للائتلاف الميزانية إلى البرلمان في 23 أكتوبر 2014. التي أيدها
حزب اليسار، الذي كان له تأثير ودعم على الميزانية. وقدم الائتلاف غير الاشتراكي (وهو
التحالف)، ميزانية متنافسة إلى برلمان الركسداغ في 10 نوفمبر 2014، كما وعدت قبل الانتخابات
العامة لعام 2014. كما قدم الديمقراطيون السويديون ميزانيتهم الخاصة في 10 نوفمبر 2014.
وفقًا للركسداغ فإن الأطراف التي تدعم ميزانية الدولة الخاصة صرحت بأنها سوف تمتنع عن
التصويت عند إفلاس الميزانية. وفي 2 ديسمبر عام 2014 أعلن الديمقراطيون السويديين بأنهم
سيقومون بدعم ميزانية أطراف التحالف في الجولة الثانية مما سيحقق رفع الميزانية للأغلبية في
البرلمان. وفِي 3 ديسمبر عام 2014 رفضت الأطراف الحزبية والديمقراطيون السويديين ميزانية
الحكومة ونتيجة لذلك أعلن لوفين بأنه سيقوم بعمل إجراءات انتخابية جديدة في22 آذار عام
2015.
سربت مصادر داخل ركسداغ في يوم الثاني و العشرين من نوفمبر عام 2014 معلومات أن
الحكومة كانت تتفاوض مع الأطراف الحليفة (الحزب المعتدل، و الحزب الوسط، حزب الليبراليين,
و الديمقراطيين المسيحين) لإيجاد حل و لتفادي انتخابات جديدة. أقامت الحكومة في السابع و
العشرين من ديسمبر عام 2014 مؤتمر صحفي مشترك مع الأطراف المحالفة و أعلنوا فيه أن
الأطراف الرئيسية الستة توصلوا لاتفاقية مخصصة لتضمن أن الحكومات الأقلية ستتمكن من
الحصول على ميزانيتها الخاصة عبر الريكسداغ. كما أن هذه الاتفاقية لقبت ب «اتفاقية ديسمبر» و
وصفها لوفين بالتاريخية و ستبقى حتى عام2002 في الانخابات العامة، بغض النظر عن نتائج
الانتخابات العامة القادمة التي ستقام عام 2018. ثم أعلن لوفين بعد ذلك أنه لا ينوي عقد انتخابات
مبكرة. انسحب حزب اليمين الوسطي في عام 2015 لكنه سمح لحكومة الأقلية بإكمال الحكم.

## روابط خارجية
- ستيفان لوفن على موقع IMDb (الإنجليزية)
- ستيفان لوفن على موقع الموسوعة البريطانية (الإنجليزية)
- ستيفان لوفن على موقع مونزينجر (الألمانية)
- ستيفان لوفن على موقع قاعدة بيانات الفيلم (الإنجليزية)
- ستيفان لوفن على موقع كينوبويسك (الروسية)